# 노 309
《노 309》(튀르키예어: No 309)는 2016년 방영된 터키의 텔레비전 드라마이다.